# Tiucal

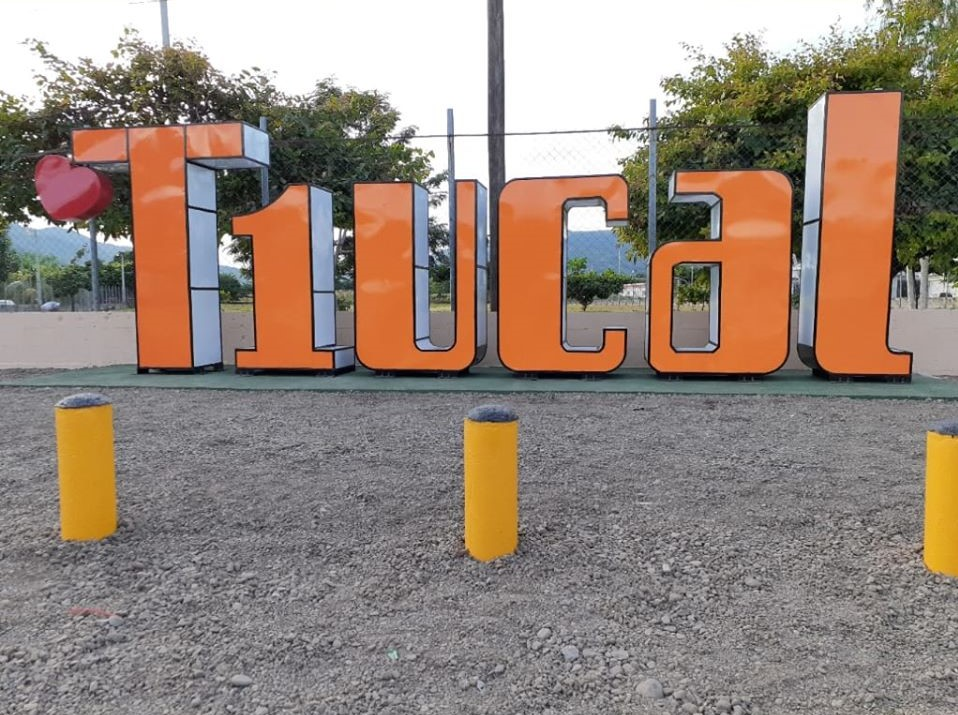
- YO AMO TIUCAL -

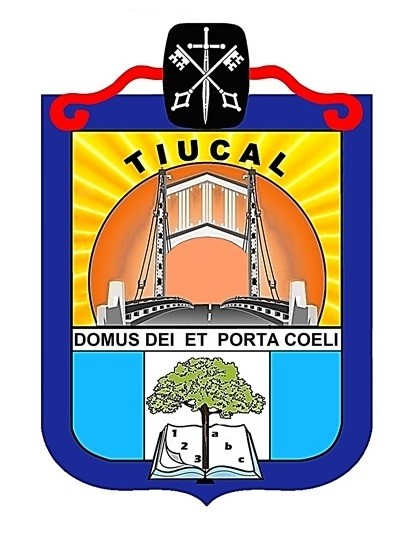
El Escudo Oficial de Aldea Tiucal fue creado por el Profesor Jorge Luis Velásquez Villeda y es el máximo Emblema Oficial que representa la Identidad Cultural de Tiucal.

Tiucal es una aldea ubicada en el kilómetro 150 de la Carretera Interamericana que de la Ciudad de Guatemala Conduce hacia San Cristóbal Frontera (Atescatempa, Jutiapa) Frontera con la República de El Salvador; la aldea pertenece a la Jurisdicción del municipio de Asunción Mita, departamento de Jutiapa, en el oriente del país. Tiucal es la aldea más desarrollada de todo el municipio y tiene características más de un pueblo que de aldea. Su nombre o etimología es Teotlkal se deriva de las palabras nahuatl ¨Teotl¨ Dios, ¨kal¨ Casa,  que se interpreta como "Casa de Dios".

## Datos Geográficos
Se encuentra ubicada a 150 km de la ciudad de Guatemala, a 5 kilómetros de la Cabecera Municipal de Asunción Mita, a 32 Kilómetros de la Cabecera Departamental de Jutiapa y a 16 kilómetros de San Cristóbal Frontera donde se encuentra la Aduana Terrestre con la República de El Salvador. Limita al norte con la aldea Girones, al oeste con la aldea San Matías, al sur con la aldea Trapiche Abajo y al este con la aldea Valle Nuevo. En aspectos históricos a Tiucal se le vincula con el cacique indígena pipil  Atezcatl pues cuenta la historia que tenía una hija llamada “Teotlkal o Teucal”, la princesa quién tuvo varios pretendientes,  entre ellos, el hijo heredero de “Yupil”, (en honor a quién se nombra lo que hoy es el municipio de Yupiltepeque) y el príncipe hijo del “Mictlán” (en honor a quién se nombra lo que hoy es Asunción Mita). Teotlkal o Teucal prefirió casarse con el hijo de “Mictlán” a quién amaba entrañablemente. El príncipe heredero de Yupil, sintiéndose ofendido, manifestó a su padre la ofensa recibida y este le declaró la guerra a Atezcatl. Así pues Teotlkal huyó rumbo al príncipe de Mictlán pero el Dios Tláloc le cortó el paso a la princesa Teotlkal y a mitad de camino hizo que surgieran dos ríos el Tamazulapa y el Mongoy que la separaron por completo de Mictlan y Yupil; así la princesa se convirtió en un fértil valle donde hoy existe la aldea Tiucal.

## Servicios y educación

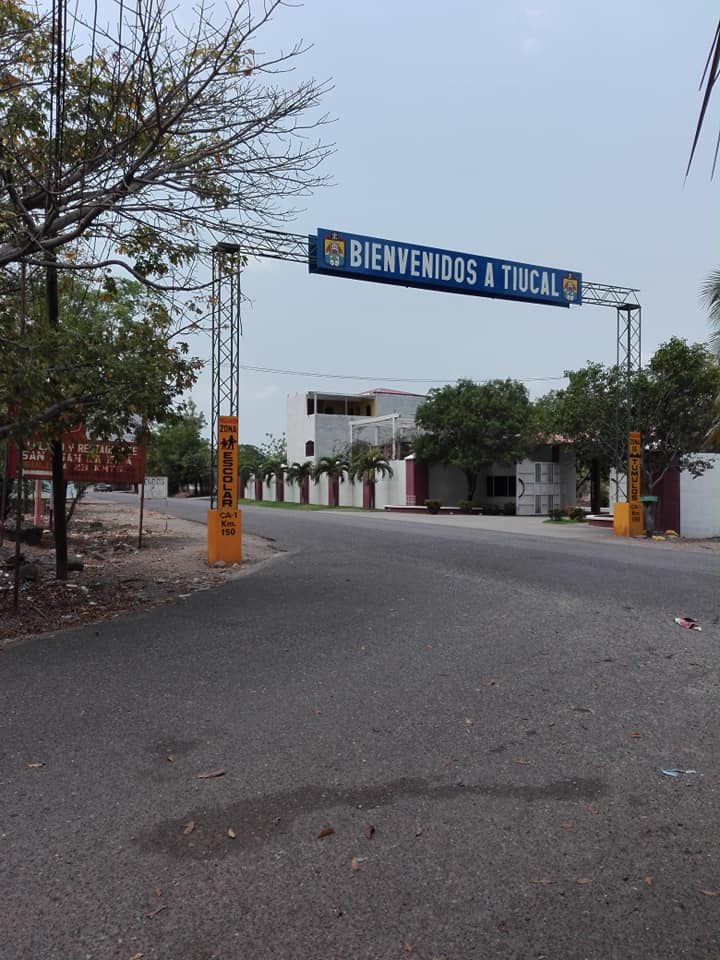
BIENVENIDOS A TIUCAL

Tiucal cuenta para su Administración  Política de Gobierno Comunitario con un Consejo Comunitario de Desarrollo - COCODE - que está integrado por la Asamblea Comunitaria y el Órgano de Coordinación dirigido por su Máxima Autoridad que es el Alcalde Comunitario seguido por  el Vicealcalde,  el Secretario, el Tesorero y los Vocales y para brindar una correcta administración de proyectos de desarrollo se organiza en Comisiones de Trabajo. La aldea cuenta con un Cementerio General, Un Centro de Salud además cuenta con servicios de Agua Potable, Drenajes y Alcantarillado, Tren de Aseo y Recolección de Basura, Energía Eléctrica, Tiendas y Abarroterias, Clínicas Médicas, Clínicas Dentales, Agropecuarias, Distribuidoras de alimentos y granos básicos, Sastrerías, Carpinterías, Barberías, Panaderías, Tortillerias, Cafés Internet, Servicio Telefónico e Internet de TELGUA  entre otros servicios, el servicio de transporte público está formado por microbuses y autobuses que circulan por su territorio por medio de la Carretera Interamericana.

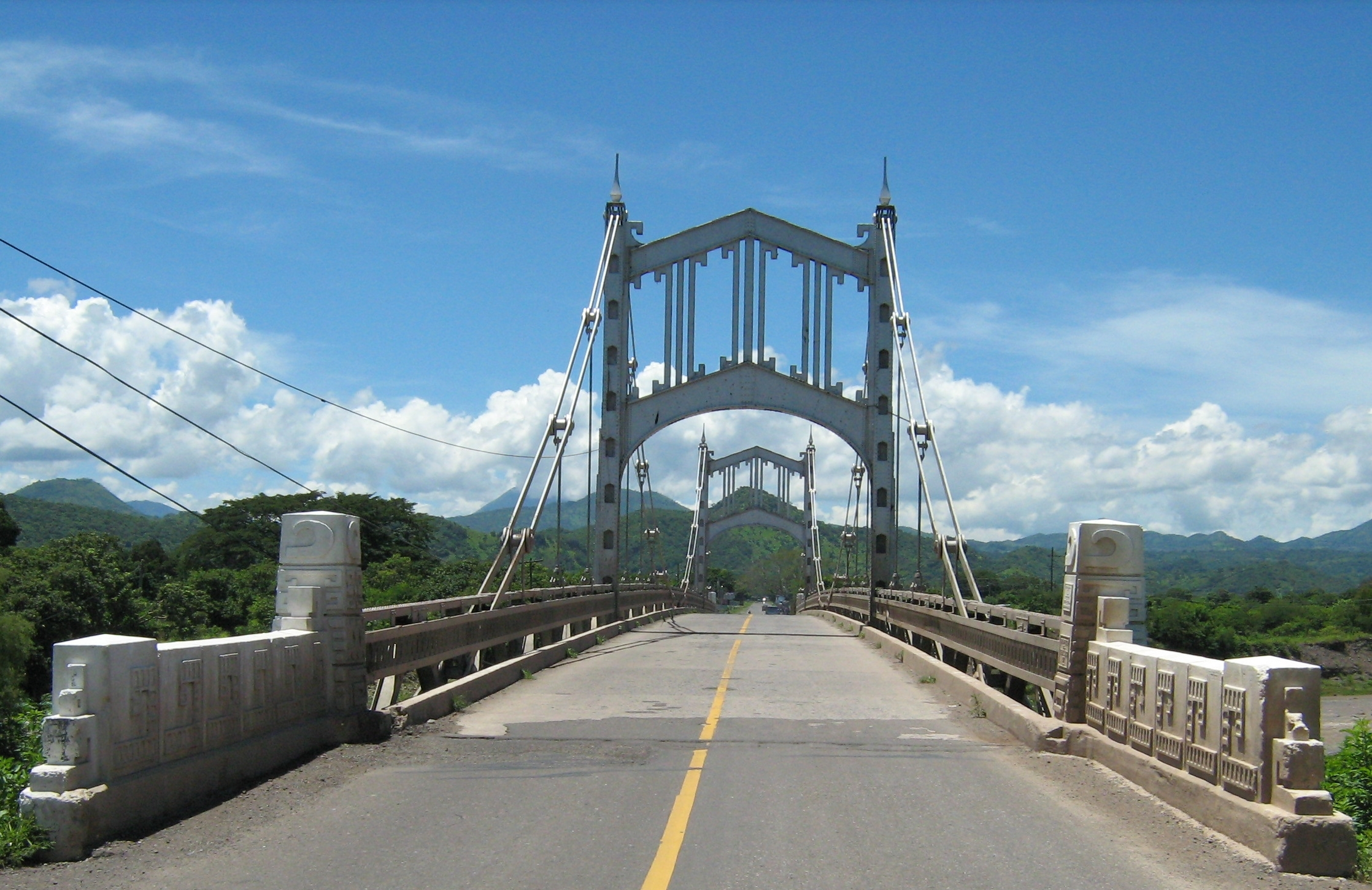
PUENTE TAMASULAPA ES UNA DE LAS ENTRADAS A TIUCAL. EL PUENTE FUE CONSTRUIDO EN 1937 Y ES CONSIDERADO UN MONUMENTO HISTÓRICO CULTURAL.

Tiucal cuenta con Establecimientos Educativos de Nivel Preprimario, Primario, Básico y Diversificado siendo estos: la Escuela Oficial Rural Mixta que es la Institución Educativa Pública más antigua de la comunidad fundada en 1930, seguida por el Instituto de Educación Básica por Cooperativa "Profa. Maria Isabel Herrera de Estrada",  fundado en 1986,  la Escuela de Ciencias Comerciales por Cooperativa fundada en 1995, el Colegio Particular Mixto "Profa. Felipa Angelica Orellana" y el Liceo Cristiano Tiucal. Todos estos establecimientos brindan una educación de calidad a la población de la comunidad y otras comunidades vecinas.

## Cultura y religión
En la Aldea se celebran las fiestas de Navidad, Año Nuevo, Semana Santa, el día de San Pedro y San Pablo quienes son los Santos Patronos de la aldea, el día de Todos los Santos con su Tradicional Baile Folcklorico de los Moros y Cristianos y el día de los fieles difuntos, entre otras. La mayoría de personas se identifica con la aldea, haciendo de esta una de las más atractivas de la región miteca.  
Las religiones predominantes son el Protestantismo y el Catolicismo, superando en un mayor margen el protestantismo. Existen 2 iglesias protestantes evangélicas, primero la Iglesia de Dios Evangelio Completo y la Asamblea de Dios El Edén, que llevan más de 78 años en la aldea, haciéndola una de las pioneras en todo el territorio nacional de dicha denominación cristiana. También cuenta con la Iglesia Católica Parroquial de San Pedro y San Pablo Apóstol donde esta el Santo Patrón de Tiucal.
El Escudo y la Bandera Oficial de Tiucal fueron creados por Acuerdo Comunitario del 1 de agosto de 2016 con Autorización y Visto Bueno de la Asamblea Comunitaria y Órgano de Coordinación del Consejo Comunitario de Desarrollo de Tiucal, su creador es el Profesor Jorge Luis Velásquez Villeda destacado Profesional y vecino de Tiucal que ha contribuido al desarrollo Educativo y Cultural de la Aldea. El Escudo y la Bandera de Tiucal son el Máximo Emblema Oficial que representa la Identidad Cultural de toda la comunidad.

## Enlaces externos

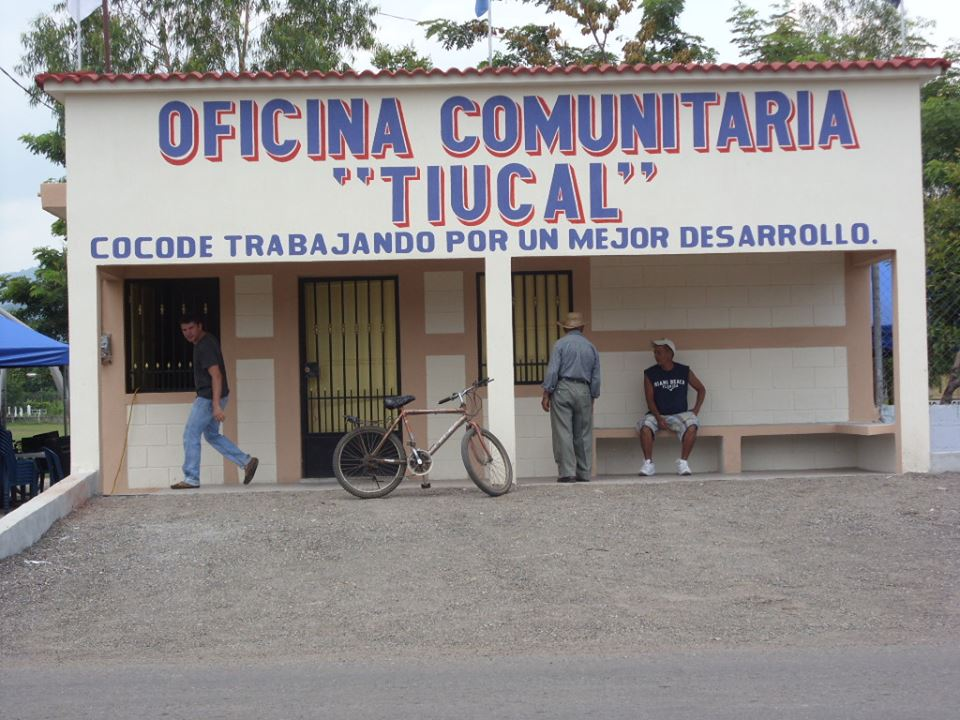
OFICINA COMUNITARIA DE TIUCAL

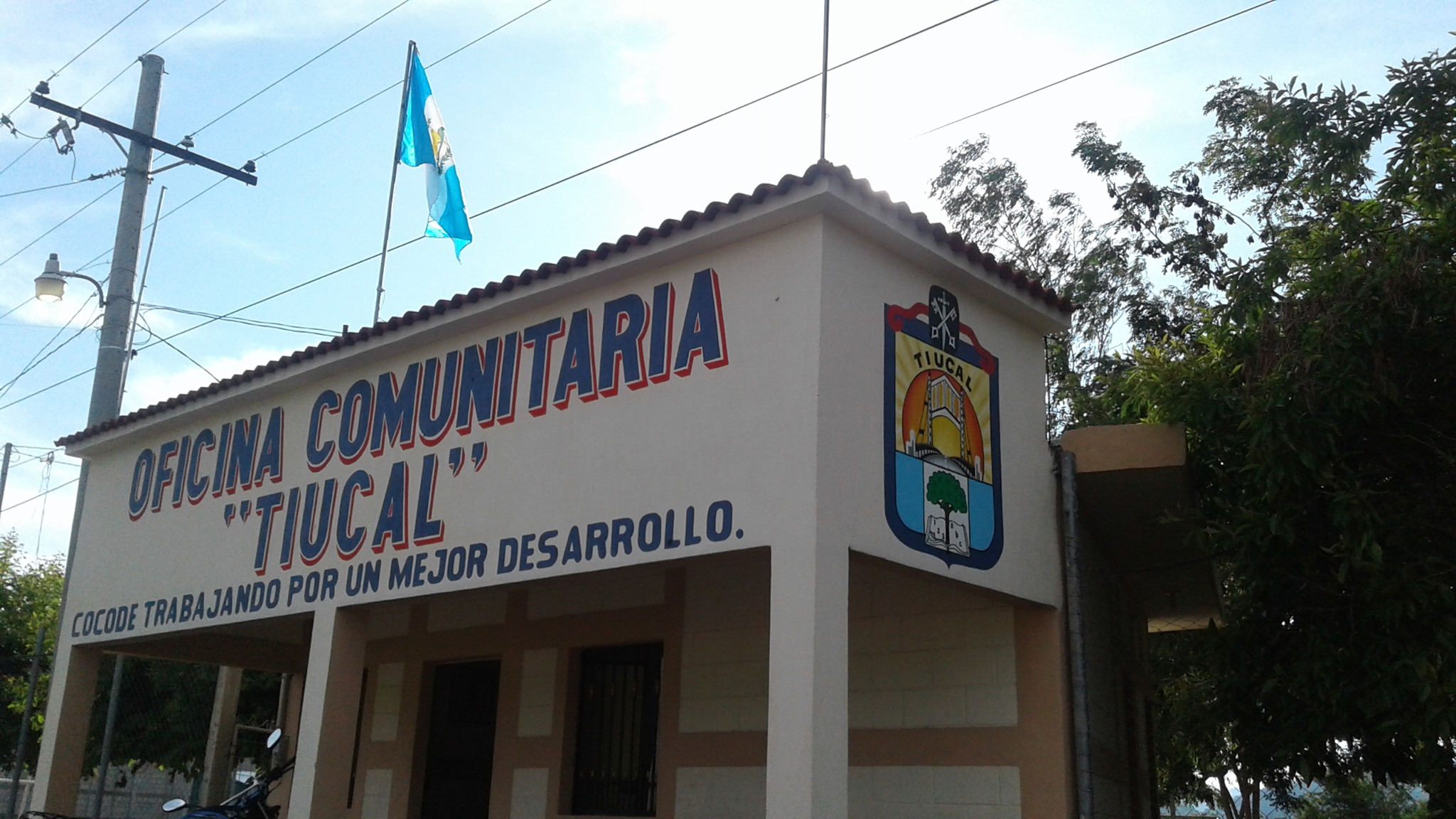
OFICINA COMUNITARIA DE TIUCAL